# ساندرا رينولدز
ساندرا رينولدز (بالإنجليزية: Sandra Reynolds)‏ مواليد 4 مارس 1934، هي لاعبة كرة مضرب جنوب أفريقية. هي إحدى بطلات الجراند سلام. أعلى تصنيف لها في الفردي كان المركز الـ 3 في سنة 1960.

## النهائيات

### الفردي: الوصافة 1
| النتيجة | السنة | البطولة  | الأرضية | المنافس     | النتيجة  |  |
| ------- | ----- | -------- | ------- | ----------- | -------- |  |
| الوصافة | 1960  | ويمبلدون | عشبية   | ماريا بوينو | 6–8, 0–6 |  |

### الزوجي المختلط: الألقاب 1
| النتيجة | السنة | البطولة                       | الأرضية | الشريك   | المنافس              | النتيجة         |  |
| ------- | ----- | ----------------------------- | ------- | -------- | -------------------- | --------------- |  |
| الفوز   | 1959  | بطولة أستراليا المفتوحة للتنس | عشبية   | بوب مارك | رينيه شومان رود ليفر | 4–6, 13–11, 6–1 |  |

## الخط الزمني للفردي
مفتاح
| ف | ن | ن.ن | ر.ن | د# | د.م | ل | أ.أ | ت | غ | ب | ف | ذ | م.خ | ل.ت |

(ف) فاز بالبطولة (ن) وصل النهائي (ن.ن) نصف النهائي (ر.ن) ربع النهائي (د#) الأدوار الأربعة الأولى (د.م) دور المجموعات (ل) شارك في كأس ديفيز (أ.أ) خرج من الأدوار الاولى (ت) خسر التصفيات التأهيلية (غ) غاب عن الحدث أو البطولة (ب) حصل على ميدالية برونزية (ف) حصل على ميدالية فضية (ذ) حصل على ميدالية ذهبية (م.خ) بطولة الماسترز خُفضت إلى مرتبة أقل (ل.ت) البطولة لم تعقد في السنة المعينة.
لتجنب الارتباك وازدواجية الحساب، يتم تحديث هذه المعلومات إما في نهاية البطولة، أو عندما تكون مشاركة اللاعب في البطولة قد انتهت.
| الدورة             | 1956  | 1957  | 1958  | 1959  | 1960  | 1961  | 1962  | إجمالي ف/م |
| ------------------ | ----- | ----- | ----- | ----- | ----- | ----- | ----- | ---------- |
| البطولة الأسترالية | غ     | غ     | غ     | ر.ن   | غ     | غ     | غ     | 0 / 1      |
| البطولة الفرنسية   | غ     | د2    | د4    | ن.ن   | ن.ن   | د4    | ر.ن   | 0 / 6      |
| بطولة ويمبلدون     | د2    | ر.ن   | د2    | ن.ن   | ن     | ن.ن   | د3    | 0 / 7      |
| البطولة الأمريكية  | غ     | غ     | غ     | ر.ن   | غ     | غ     | ر.ن   | 0 / 2      |
| م.ف                | 0 / 1 | 0 / 2 | 0 / 2 | 0 / 4 | 0 / 2 | 0 / 2 | 0 / 3 | 0 / 16     |

- إجمالي ف / م = إجمالي الفوز والمشاركة

## روابط خارجية
- ساندرا رينولدز على موقع رابطة محترفات التنس (الإنجليزية)
- ساندرا رينولدز على موقع بطولة ويمبلدون (الإنجليزية)
- ساندرا رينولدز على موقع خلاصة التنس.كوم (الإنجليزية)